# Помаранчевий — хіт сезону
«Помаранчевий — хіт сезону» (англ. Orange Is the New Black, дослівно Помаранчевий — новий чорний, неологізм, що має на увазі моду на носіння дизайнерського одягу чорного кольору та зміну для головної героїні одягу на помаранчеву тюремну уніформу) — американський комедійно-драматичний вебсеріал про життя в жіночій в'язниці, заснований на автобіографічній книзі 2010 року американки Пайпер Керман. Серіал створений Дженджі Коен, відомої по роботі над серіалом «Косяки». Прем'єра пройшла на сервісі потокового відео Netflix, де 11 липня 2013 року були викладені разом всі 13 серій першого сезону.
Серіал був номінований на здобуття багатьох премій, зокрема на Премію Еммі, Премію Американської гільдії продюсерів, Золотий глобус тощо. Головна музична тема до серіалу — композиція «You've Got Time», яку написала та виконала американська співачка Регіна Спектор, була номінована на Нагороду Греммі у 2014 році.
15 квітня 2015 року, за два місяці до прем'єри третього сезону, серіал був продовжений на четвертий, а 5 лютого 2016 року — на п'ятий, шостий та сьомий сезони. Прем'єра шостого сезону відбулася 27 липня 2018 року. Прем'єра фінального сьомого сезону відбулася 26 липня 2019 року.

## Сюжет
| Сезон | Сезон | Епізоди | Прем'єра       |
| ----- | ----- | ------- | -------------- |
|       | 1     | 13      | 11 липня 2013  |
|       | 2     | 13      | 6 червня 2014  |
|       | 3     | 13      | 11 липня 2015  |
|       | 4     | 13      | 17 червня 2016 |
|       | 5     | 13      | 9 червня 2017  |
|       | 6     | 13      | 27 червня 2018 |
|       | 7     | 13      | 26 червня 2019 |

Сюжет серіалу розгортається навколо Пайпер Чепмен (Тейлор Шиллінг) — молодої жінки із заможної родини, яка живе в Нью-Йорку. Пайпер засуджують до 15 місяців позбавлення волі за пособництво її коханій Алекс Воуз (Лаура Препон) у контрабанді наркотиків та відправляють до жіночої в'язниці Літчфільд на півночі штату Нью-Йорк (що є белетризованим аналогом типових федеральних в'язниць з мінімальним рівнем безпеки). У в'язниці Пайпер знайомиться з жінками важкої долі і зустрічає свою колишню Алекс, яка також відбуває покарання тут. Намагаючись пристосуватися до нового середовища, радикально відмінного від її заможного безтурботного життя на волі, Пайпер змушена пройти через кардинальні зміни, що впливає на її стосунки з нареченим Ларрі (Джейсон Біггс), найкращою подругою Поллі (Марія Діззія), батьками та братом. Принаймні одна серія серіалу присвячена якійсь окремій персонажці/-жу (чи то Пайпер або Алекс, чи то одній з ув'язнених жінок або одному з тюремних офіцерів) та зображує їх передісторію за допомогою ряду спогадів. Утім, навіть наприкінці третього сезону обставини, за якими деякі з дійових осіб потрапили до в'язниці, залишаються невідомими.

## Дійові особи

### Головні
- Тейлор Шиллінг — Пайпер Чепмен (англ. Piper Chapman), ув'язнена, головня героїня
- Лаура Препон — Алекс Воуз (англ. Alex Vause), ув'язнена, колишня дівчина Пайпер
- Кейт Малгрю — Галина Резнікова «Руда» (англ. Galina "Red" Reznikova), ув'язнена, кухарка у тюремній їдальні
- Майкл Гарні[en] — Сем Гілі (англ. Sam Healy), офіцер з виховної роботи засуджених
- Узо Адуба — Сюзан Воррен «Навіжені Очі» (англ. Suzanne "Crazy Eyes" Warren), ув'язнена, дивакувата, але чуйна та талановита дівчина
- Джейсон Біггс — Ларрі Блум (англ. Larry Bloom), наречений Пайпер, згодом колишній наречений
- Даніель Брукс[en] — Таша Джефферсон «Смаколик» (англ. Tasha "Taystee" Jefferson), ув'язнена, працівниця тюремної бібліотеки
- Наташа Лайонн — Нікі Нікольс (англ. Nicky Nichols), ув'язнена, колишня заможна наркозалежна дівчина, названа дочка «Рудої»
- Терін Меннінг[en] — Тіффані Доґґетт «Пенсатакі» (англ. Tiffany "Pennsatucky" Doggett), ув'язнена, реднек з американської глибинки, завзята релігійна фанатка
- Едріенн Мур — Сінді Гейз «Блек Сінді» (англ. Cindy "Black Cindy" Hayes), ув'язнена, колишня агентка з безпеки аеропорту, засуджена за крадіжку та безпідставне обмацування пасажирів-чоловіків
- Ліа Деларія[en] — Керрі Блек «Груба Люба» (англ. Carrie "Big Boo" Black), ув'язнена, впевнена у собі та харизматична лесбійка-буч
- Даша Поланко — Даянара Діаз «Дая» (англ. Dayanara "Daya" Diaz), ув'язнена, кохана тюремного офіцера Джона Беннетта
- Нік Сандоу[en] — Джої Капуто (англ. Joe Caputo), помічник директора в'язниці, гітарист у рок-групі поза Лічтфільдом
- Яель Стоун — Лорна Морелло (англ. Lorna Morello), ув'язнена, водійка тюремної автівки, уразлива та чутлива дівчина, заполонена думками про шлюб
- Мішель Герст[en] — Місс Клодет Пелідж (англ. Miss Claudette Pelage), ув'язнена
- Джекі Круз — Марісоль Гонсалес «Худюча» (англ. Marisol "Flaca" Gonzales), ув'язнена
- Селеніз Лейва[en] — Ґлорія Мендоза (англ. Gloria Mendoza), ув'язнена
- Саміра Вайлі — Пуссе Вашінґтон (англ. Poussey Washington), ув'язнена, здібна бігунка

### Другорядні
- Майк Бірбіґлія[en] — Денні Пірсон (англ. Danny Pearson), директор в'язниці
- Меделін Брюер — Тріша Міллер (англ. Tricia Miller), ув'язнена
- Брендан Бьорк — Уейд Дональдсон (англ. Wade Donaldson), офіцер в'язниці
- Даян Герерро — Марица Рамос (англ. Maritza Ramos), ув'язнена
- Лаура Гомез — Бланка Флорес (англ. Blanca Flores), ув'язнена
- Кіміко Ґленн[en] — Брук Сосо (англ. Brook Soso), ув'язнена
- Енні Ґолден[en] — Норма Романо (англ. Norma Romano), ув'язнена
- Вікі Джуді — Жане Ватсон (англ. Janae Watson), ув'язнена
- Марія Діззія[en] — Поллі Гарпер (англ. Polly Harper), найкраща подруга та співвласниця крамниці Пайпер
- Патриша Келембер[en] — Марка Нікольс (англ. Marka Nichols), мати Нікі
- Лаверн Кокс — Софія Барсет (англ. Sophia Burset), ув'язнена
- Берто Колон — Сізар Велазкес (англ. Cesar Velazquez), хлопець Алеїди
- Кетрін Кьортін — Ванда Белл (англ. Wanda Bell), офіцер в'язниці
- Джулі Лейк — Енджі Райс (англ. Angie Rice), ув'язнена
- Лорен Лепкус — Сюзен Фишер (англ. Susan Fischer), офіцер в'язниці
- Емма Майлз — Ліенн Тейлор (англ. Leanne Taylor), ув'язнена
- Метт Макґоррі[en] — Джон Беннетт (англ. John Bennett), офіцер в'язниці
- Джоель Марш-Гарленд — Скотт О'Ніл (англ. Scott O'Neill), офіцер в'язниці
- Джессика Піментел — Марія Руіз (англ. Maria Ruiz), ув'язнена
- Метт Пітерс — Джоель Лущек (англ. Joel Luschek), працівник в'язниці, електрик
- Таня Райт — Крістал Барсет (англ. Crystal Burset), дружина Софії
- Дебра Раш[en] — Керол Чепмен (англ. Carol Chapman), мати Пайпер
- Алісія Рейнер[en] — Наталі Фіґероа «Фіґ» (англ. Natalie "Fig" Figueroa), заступниця директора в'язниці
- Елізабет Родрігес[en] — Алеїда Діаз (англ. Aleida Diaz), ув'язнена, мати Даянари
- Барбара Розенблант — Роза Сіснерос «Місс Роза» (англ. Rosa "Miss Rosa" Cisneros), ув'язнена
- Ебіґейл Сейвідж — Джіна Мьорфі (англ. Gina Murphy), ув'язнена
- Мері Стінберген — Делія Мендес-Пауелл (англ. Delia Mendez-Powell), мати Джорджа «Порновуса»
- Тамара Торес — Жінка, що ридає (англ. Weeping Woman), ув'язнена
- Лоррейн Туссен[en] — Івонн Паркер «Ві» (англ. Yvonne "Vee" Parker), ув'язнена, прийомна мати Таші
- Лін Туччі — Аніта Демарко (англ. Anita DeMarco), ув'язнена
- Бет Фаулер — Черниця Джейн Інгаллс (англ. Sister Jane Ingalls), ув'язнена
- Лоліта Фостер — Елокуа Максвелл (англ. Eliqua Maxwell), офіцер в'язниці
- Майкл Чернус — Кол Чепмен (англ. Cal Chapma), брат Пайпер
- Трейсі Чімо — Нері Фельдман (англ. Neri Feldman), своячка Пайпер
- Лорі Тан Чін — Мей Чанґ (англ. Mei Chang), ув'язнена
- Пабло Шрайбер — Джордж Мендес «Порновуса» (англ. George "Pornstache" Mendez), офіцер в'язниці
- Констанс Шульман — Еріка Джоунс «Йога» (англ. Erica "Yoga" Jones), ув'язнена

## Враження

### Нагороди
У 2014 році серіал був номінований на премію Еммі в 12 категоріях, у тому числі і як «Найкращий комедійний серіал», здобувши три нагороди. У 2015 році, через зміни у вимогах до номінантів, серіал був виключений з категорії комедій і переміщений в категорію драм. У цій категорії серіал отримав лише чотири номінації (в тому числі і як «Найкращий драматичний серіал») та виборов одну нагороду. 30 січня 2016 року серіал отримав дві премії Гільдії кіноакторів США: за найкращий акторський склад телевізійної комедії та за найкращу жіночу роль другого плану (Узо Адуба за роль Сюзан «Навіжені Очі»).